# Wiatr gradientowy
Wiatr gradientowy – wiatr, jaki wieje w swobodnej atmosferze, czyli powyżej warstwy tarcia, wokół kołowych izobar. Działają tu siły: Coriolisa, siła odśrodkowa oraz gradientu ciśnienia. Wiatr gradientowy, podobnie do geostroficznego, wieje równolegle do izobar, pozostawiając niższe ciśnienie na półkuli północnej po lewej stronie, a na półkuli południowej po stronie prawej. Oznacza to, że na półkuli północnej powietrze krąży wokół niżu w kierunku przeciwnym do ruchu wskazówek zegara, a wokół wyżu w kierunku zgodnym z ruchem wskazówek zegara.